# Thaya (Niederösterreich)
Thaya ist eine Marktgemeinde im Bezirk Waidhofen an der Thaya in Niederösterreich mit 1472 Einwohnern (Stand 1. Jänner 2025).

## Geografie

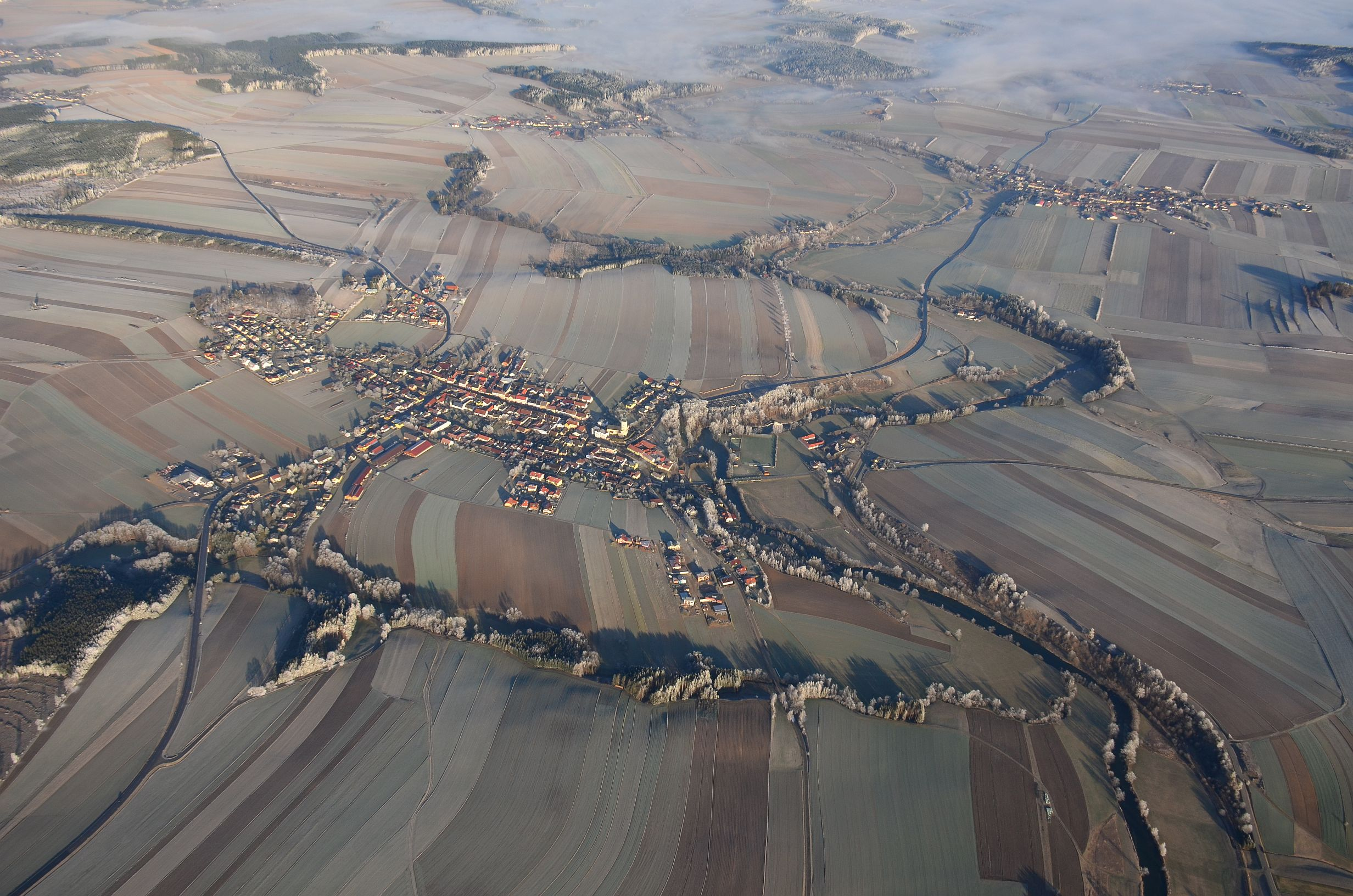
Thaya im Waldviertel (Luftbild)

Thaya liegt im nördlichen Waldviertel in Niederösterreich und wird von der Deutschen Thaya durchflossen. Die Fläche der Marktgemeinde umfasst 43,34 Quadratkilometer. 27,95 Prozent der Fläche sind bewaldet.

### Gemeindegliederung
Das Gemeindegebiet umfasst folgende neun Ortschaften (in Klammern Einwohnerzahl Stand 1. Jänner 2025):
- Eggmanns (52)
- Großgerharts (204)
- Jarolden (84)
- Niederedlitz (160)
- Oberedlitz (77)
- Peigarten (99)
- Ranzles (30)
- Schirnes (47)
- Thaya (719)

Die Gemeinde besteht aus den Katastralgemeinden Eggmanns, Großgerharts, Jarolden, Niederedlitz, Oberedlitz, Peigarten, Ranzles, Schirnes und Thaya.
| Katastralgemeinden | Ortschaften in der Gemeinde |
| --- | --- |
| Eggmanns (2,70 km²) Großgerharts (4,33 km²) Jarolden (3,30 km²) Niederedlitz (8,13 km²) Oberedlitz (4,23 km²) Peigarten (3,07 km²) Ranzles (1,82 km²) Schirnes (3,92 km²) Thaya (11,84 km²) | Eggmanns (D) · Großgerharts (D) · Jarolden (D) Jaroldsmühle (W) Niederedlitz (D) · Oberedlitz (D) · Peigarten (R) Brillhäuser (R) Gretzl (R) Ranzles (D) · Schirnes (D) · Thaya (M) Kibitzhöfe (R) |
| Legende | |

| In der Spalte Katastralgemeinden sind sämtliche Katastralgemeinden einer Gemeinde angeführt. In der Klammer ist die jeweilige Fläche in km² angegeben. |
| In der Spalte Ortschaften sind sämtliche von der Statistik Austria erfassten Siedlungen, die auch eine eigene Ortschaftskennziffer aufweisen, angeführt. In der Hierarchieebene derselben Spalte, rechts eingerückt, werden nur Ansiedlungen, die mindestens aus mehreren Häusern bestehen, dargestellt. Die wichtigsten der verwendeten Abkürzungen sind: - M = Hauptort der Gemeinde - Stt = Stadtteil - R = Rotte - W = Weiler - D = Dorf - ZH = Zerstreute Häuser - Sdlg = Siedlung - Hgr = Häusergruppe - E = Einzelgehöft (nur wenn sie eine eigene Ortschaftskennziffer haben) Die komplette Liste der Statistik Austria ist in: Topographische Siedlungskennzeichnung nach STAT Zu beachten ist, dass manche Orte unterschiedliche Schreibweisen haben können. So können sich Katastralgemeinden anders schreiben als gleichnamige Ortschaften bzw. Gemeinden. Quelle: Statistik Austria – |

Die Gemeinde gehört zur Kleinregion Zukunftsraum Thayaland.

### Nachbargemeinden
| Gastern                                  | Dobersberg                                  |                        |
| Pfaffenschlag bei Waidhofen an der Thaya | Kompassrose, die auf Nachbargemeinden zeigt | Karlstein an der Thaya |
|                                          | Waidhofen an der Thaya                      |                        |

## Geschichte
Erstmals urkundlich erwähnt wurde Thaya im Jahr 1175. Unter den Besitztümern der Grafen von Raabs war Thaya einer der Hauptorte. 1294 erfolgte die Markterhebung. Bevor der alte Friedhof um die Pfarrkirche 1793 aufgelassen wurde, wurde der heutige Friedhof 1787 angelegt und dann 1894 noch erweitert. Im 19. Jahrhundert wurde der Schweinehandel zu einem wichtigen wirtschaftlichen Faktor.
Die Katastralgemeinden Großgerharts und Schirnes wurden erstmals 1112 urkundlich genannt, Peigarten um 1200 und Eggmanns, Jarolden, Niederedlitz, Oberedlitz sowie Ranzles im Jahr 1230.
Die Wüstung Hard (erste Nennung 1112, letzte Nennung als bewohnter Ort 1369) östlich von Thaya gilt als am besten dokumentierte Wüstung in Niederösterreich.
Im Zuge der NÖ. Kommunalstrukturverbesserung wurden insgesamt fünf ehemalige Gemeinden eingegliedert, nämlich am 1. Jänner 1968 die Gemeinden Großgerharts und Jarolden, am 1. Jänner 1971 die Gemeinden Niederedlitz und Peigarten sowie am 1. Jänner 1972 die Gemeinde Oberedlitz.

### Einwohnerentwicklung
Derzeit (Stand 1. Jänner 2025) gibt es in der Marktgemeinde Thaya 1472 Einwohner.
| Thaya: Einwohnerzahlen von 1869 bis 2025            | Thaya: Einwohnerzahlen von 1869 bis 2025 | Thaya: Einwohnerzahlen von 1869 bis 2025 | Thaya: Einwohnerzahlen von 1869 bis 2025 | Thaya: Einwohnerzahlen von 1869 bis 2025 |
| --------------------------------------------------- | ---------------------------------------- | ---------------------------------------- | ---------------------------------------- | ---------------------------------------- |
| Jahr                                                |                                          |                                          |                                          | Einwohner                                |
| 1869                                                | 1869                                     |                                          | 2.478                                    | 2.478                                    |
| 1880                                                | 1880                                     |                                          | 2.590                                    | 2.590                                    |
| 1890                                                | 1890                                     |                                          | 2.588                                    | 2.588                                    |
| 1900                                                | 1900                                     |                                          | 2.431                                    | 2.431                                    |
| 1910                                                | 1910                                     |                                          | 2.373                                    | 2.373                                    |
| 1923                                                | 1923                                     |                                          | 2.230                                    | 2.230                                    |
| 1934                                                | 1934                                     |                                          | 2.138                                    | 2.138                                    |
| 1939                                                | 1939                                     |                                          | 2.083                                    | 2.083                                    |
| 1951                                                | 1951                                     |                                          | 2.029                                    | 2.029                                    |
| 1961                                                | 1961                                     |                                          | 1.855                                    | 1.855                                    |
| 1971                                                | 1971                                     |                                          | 1.755                                    | 1.755                                    |
| 1981                                                | 1981                                     |                                          | 1.548                                    | 1.548                                    |
| 1991                                                | 1991                                     |                                          | 1.422                                    | 1.422                                    |
| 2001                                                | 2001                                     |                                          | 1.468                                    | 1.468                                    |
| 2011                                                | 2011                                     |                                          | 1.415                                    | 1.415                                    |
| 2021                                                | 2021                                     |                                          | 1.427                                    | 1.427                                    |
| 2025                                                | 2025                                     |                                          | 1.472                                    | 1.472                                    |
| Quelle(n): Statistik Austria, Gebietsstand 1.1.2021 |                                          |                                          |                                          |                                          |

## Kultur und Sehenswürdigkeiten

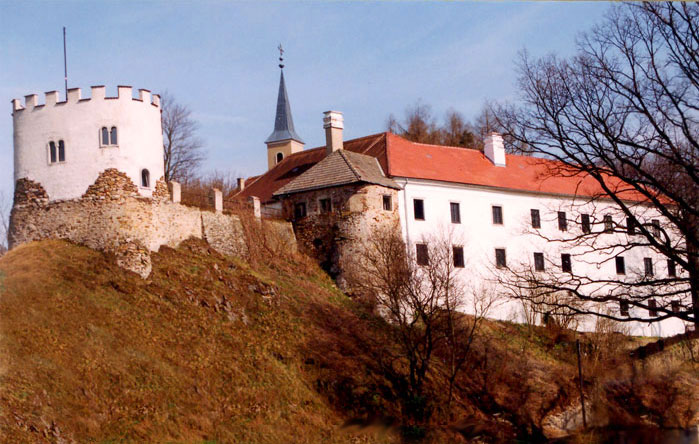
Schloss Peigarten

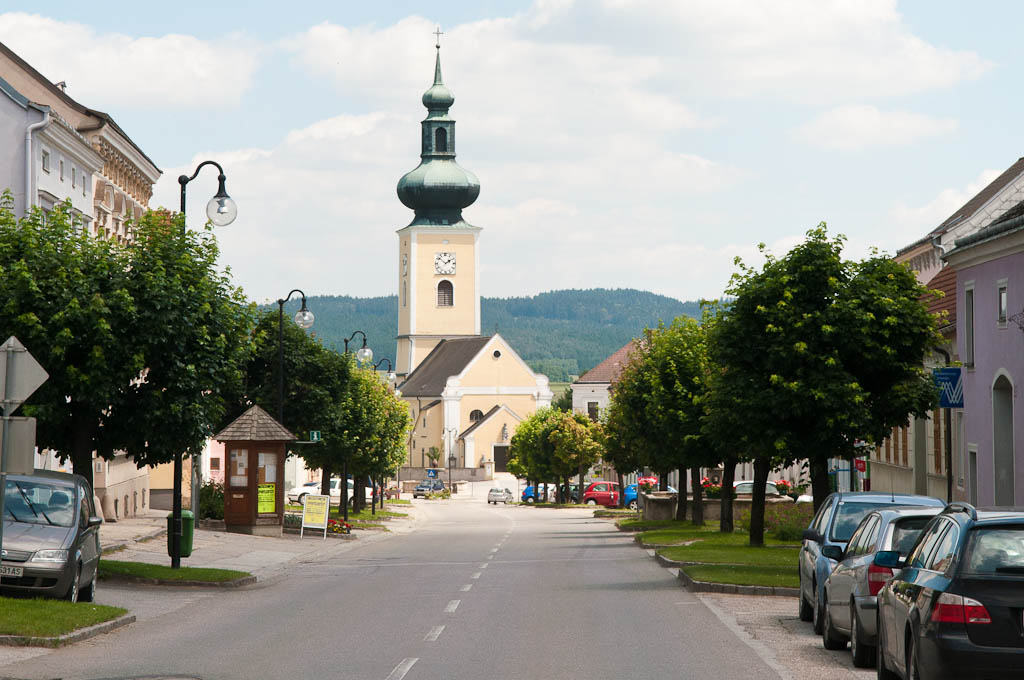
Pfarrkirche Thaya

- Schloss Peigarten ist eine Vierflügelanlage mit zum Teil mittelalterlichem Mauerwerk, die um die Wende vom 16. zum 17. Jahrhundert ausgebaut wurde.
- Katholische Pfarrkirche Thaya Hll. Peter und Paul: Die Pfarrkirche ist ein gotisches Bauwerk mit romanischem Kern. Die Kreuzwegbilder in der Kirche wurden 1889 aus der Pfarrkirche von Unken übernommen. Die heute als Aufbahrungshalle genutzte Spitalskirche wurde 1689 erbaut. Die Ortskapellen von Niederedlitz, Jarolden und Großgerharts sind barocke Bauwerke.
- Museum Thaya: Das Museumsgebäude ist das älteste Haus in Thaya. Kreuzgewölbe im Eingangsbereich und eine Rauchküche im Obergeschoß zählen zur architektonischen Ausstattung. Die Funde und Befunde archäologischer Ausgrabungen des Instituts für Ur- und Frühgeschichte der Universität Wien in den nahe Thaya gelegenen mittelalterlichen Wüstungen Kleinhard und Hard stehen im Zentrum. Umbauarbeiten im Museum führten zu weiteren Entdeckungen, einem Münzschatzfund und Resten einer Glockengießerwerkstatt aus der Zeit um 1200. Die Präsentation der Münzen gibt Einblicke in mehr als 200 Jahre Geldgeschichte. Zusätzlich zur Dauerausstellung im Obergeschoß des Museums bietet das Erdgeschoß genügend Platz für jährlich wechselnde Sonderausstellungen.[4]
- Vier Kilometer östlich gibt es zwei Wüstungen Hard und Kleinhard, die im Spätmittelalter aufgegeben wurden. Die beiden Orte wurden 1975 wiederentdeckt und zählen durch die archäologischen Ausgrabungen zu den bestdokumentierten Ortswüstungen in Österreich. Ausgestellt sind Grabungsdokumentationen im Heimatmuseum in Thaya. Im Herrenhof befindet sich ein Erdstall.[5][6]
- Unter dem Gasthaus Haidl befindet sich ein Keller mit beachtlicher Größe. Der Haidl-Keller, der aus der Zeit des Mittelalters stammt und früher für die Lagerung von Vorräten bzw. als Fluchtweg benutzt wurde, kann heute mit einem kleinen Boot erkundet werden.[7]
- Gitarrenausstellung: Dauerausstellung der von Roland Hauke völlig unterschiedlich gestalteten E-Gitarren, die sich durch kreative Formenwelt, außergewöhnliche Hölzer sowie einmalige Ausstattungsmerkmale auszeichnen. Die Vielfalt der Ausstellungsstücke – es sind derzeit über 70 Gitarren ausgestellt – ist in Österreich, wenn nicht sogar weltweit, einmalig. Die gesamte Sammlung umfasst ca. 200 Exemplare. 2016 erwarb die Marktgemeinde Thaya das unter Denkmalschutz stehende alte Gasthaus Hauer, Hauptstraße 14. Im rechten Teil des Objekts wurde 2017 ein Nahversorger eingerichtet und von 2017 bis 2018 denkmalschutzgemäß die neuen SCHAU.RÄUME gestaltet. In diesen Räumen werden in den kommenden Jahren die Sammlung '„HAUKE GUITARS THAYA“ gezeigt. Die Geschichte des bemerkenswerten Hauses ist auf einer Schautafel im Eingangsbereich ausführlich dokumentiert.[8]
- Waffenmuseum: In Niederedlitz befindet sich das größte private Museum für historische Waffentechnik und militärische Ausrüstung Österreichs. In jahrelanger Sammlerleidenschaft wurden mehr als 700 Exponate aus Europa und Nordamerika zusammengetragen. Die Sammlung bietet Einblicke in die Militärgeschichte, Schusswaffen und Ausrüstungsgegenstände aus der Zeit von 1680 bis 1960.[9]

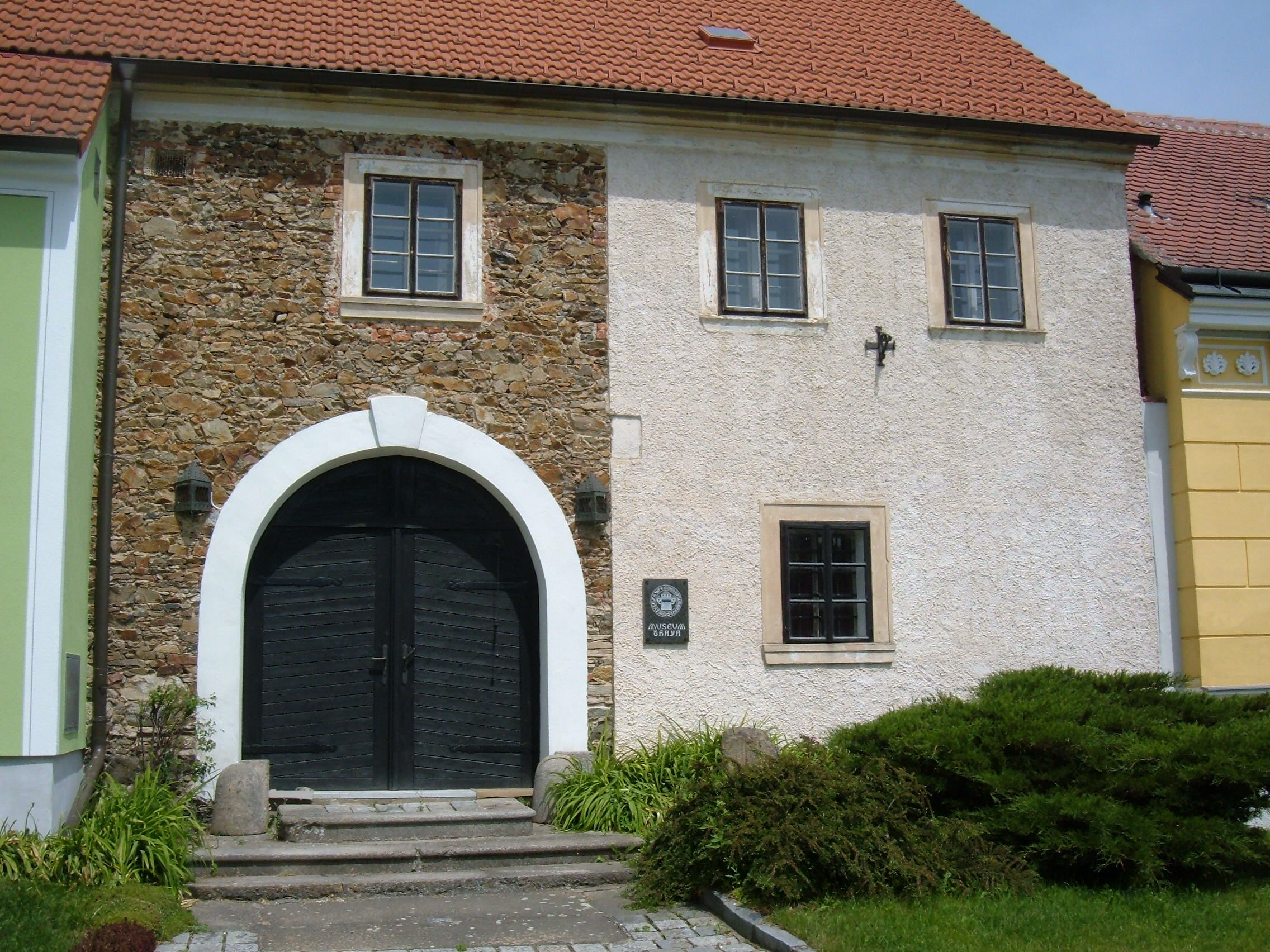
Museum Thaya
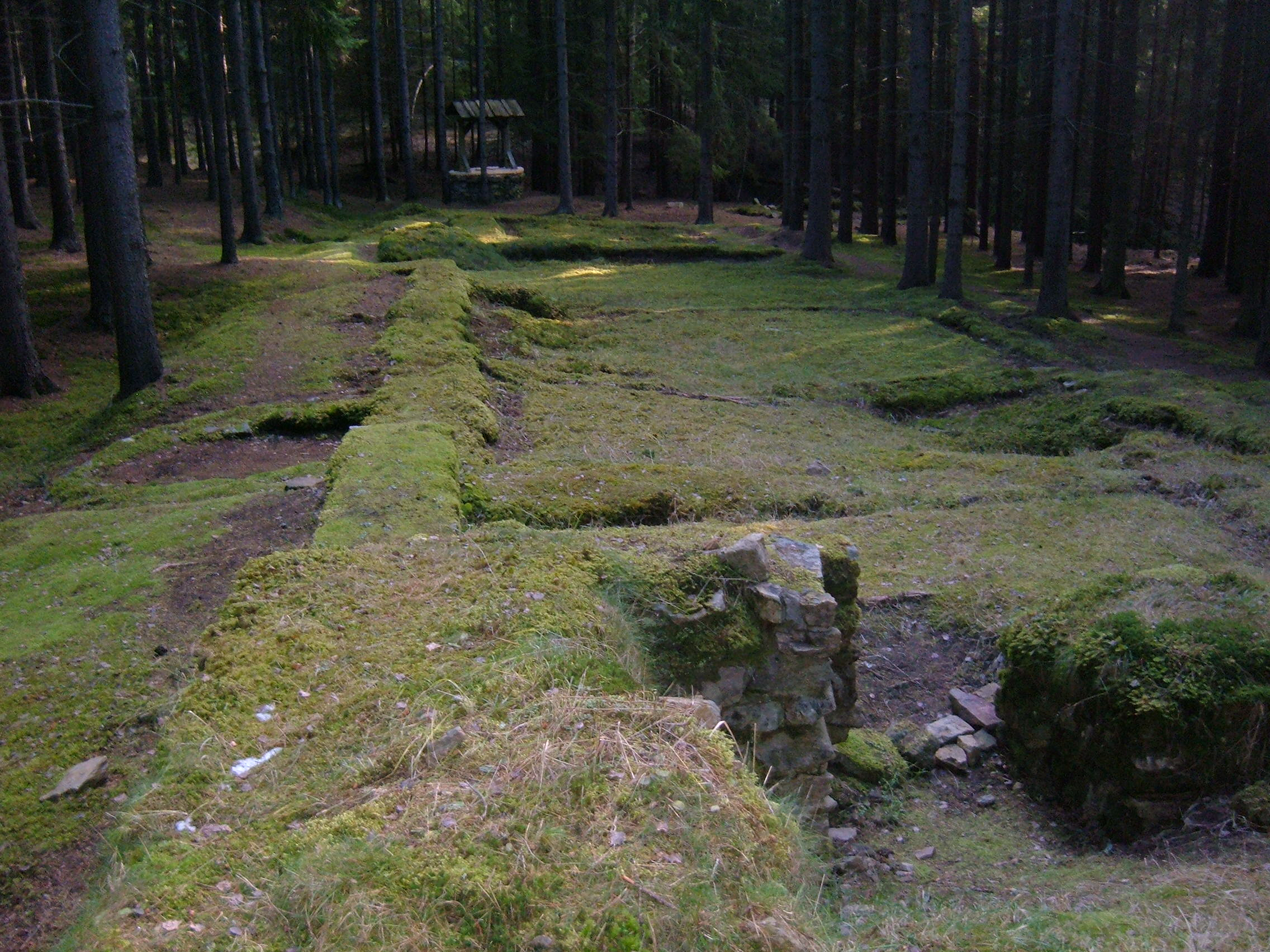
Mittelalterliche Wüstung Hard
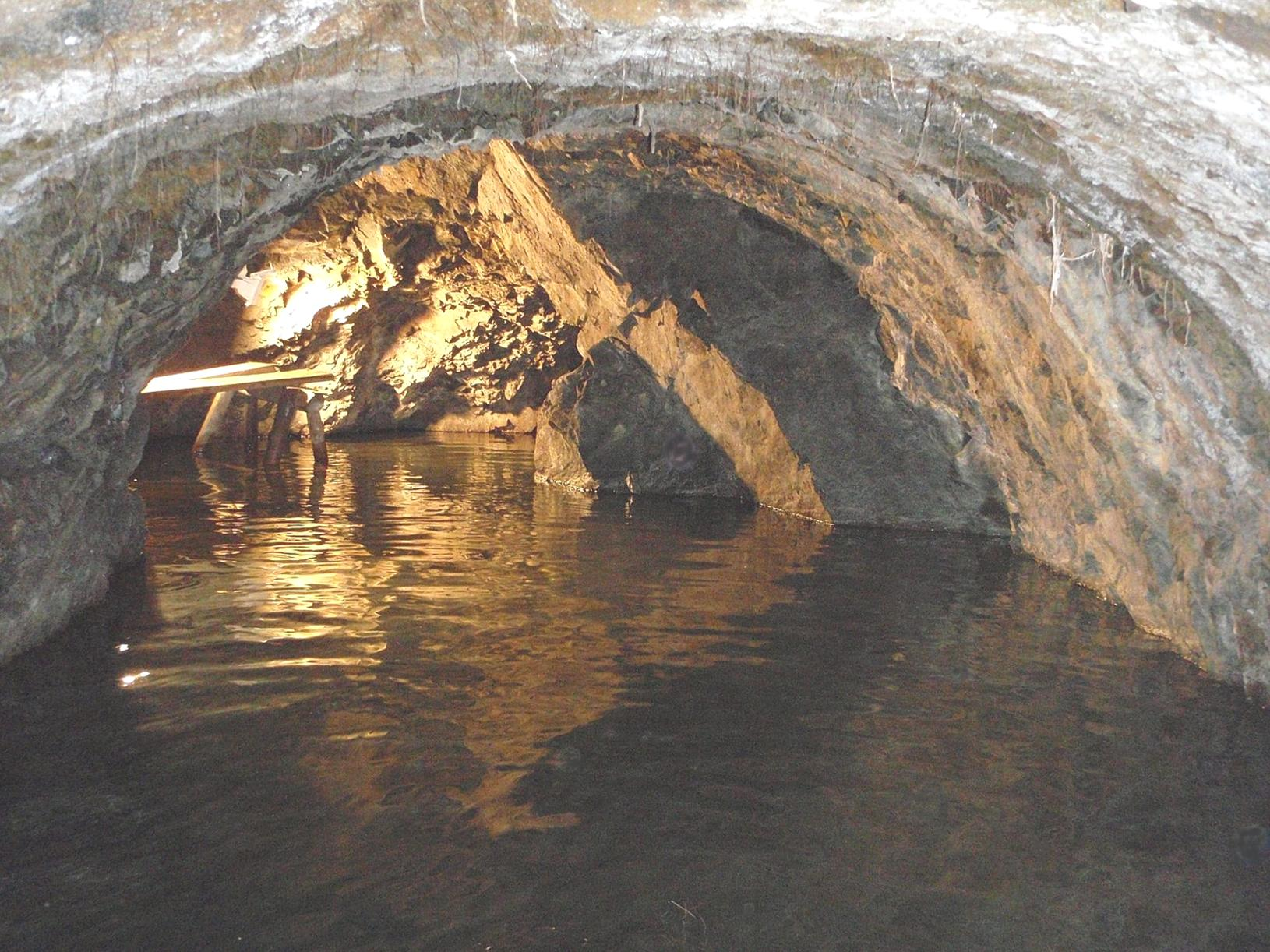
Unterirdischer Keller
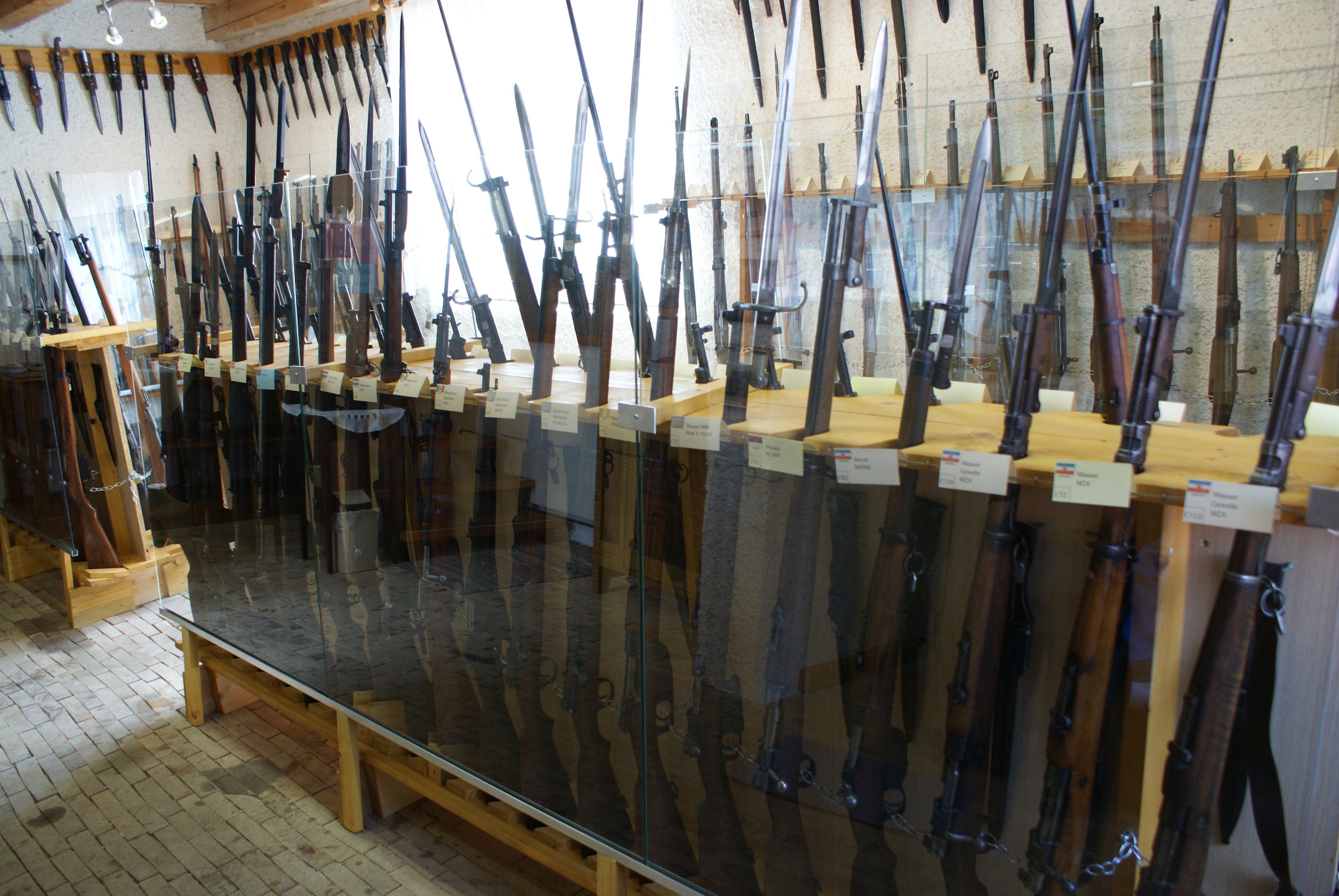
Waffenmuseum
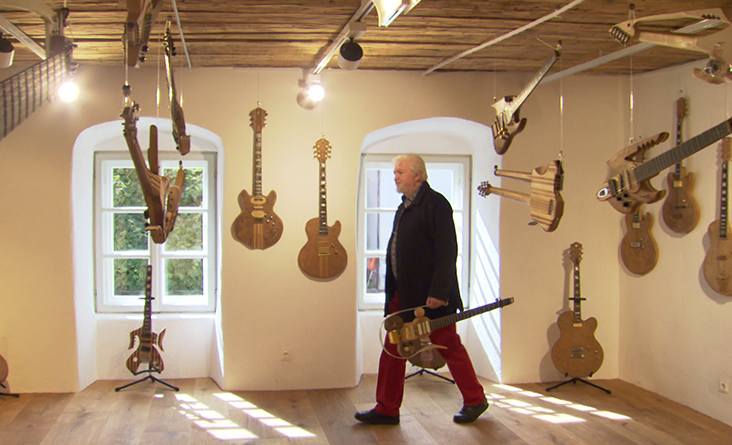
E-Gitarrenmuseum

## Wirtschaft und Infrastruktur
Im Jahr 2001 gab es 30 nichtlandwirtschaftliche Arbeitsstätten, land- und forstwirtschaftliche Betriebe 126 nach der Erhebung 1999. Die Zahl der Erwerbstätigen am Wohnort betrug 635 nach der Volkszählung 2001. Die Erwerbsquote lag 2001 bei 43,93 Prozent.

### Verkehr
- Eisenbahn: Bis zum 31. August 1986 war Thaya sowie Oberedlitz durch die Thayatalbahn an das öffentliche Eisenbahnnetz angeschlossen. Der Personenverkehr wurde am 1. September 1986 wegen Unrentabilität eingestellt und durch eine Autobuslinie ersetzt, der Güterverkehr blieb offiziell bis zu seiner Einstellung im Jahr 2010 bestehen. Jedoch wurden seit dem Hochwasser 2006 keine Güter mehr auf der Schiene transportiert. Auf dieser ehemaligen Bahntrasse wurde 2017 der Thayarunde-Radweg eingerichtet.
- Straße: Die wichtigste Straßenverbindung ist die Zwettler Straße B36 von Waidhofen nach Dobersberg.

### Öffentliche Einrichtungen
In Thaya befindet sich eine Volksschule.

## Politik

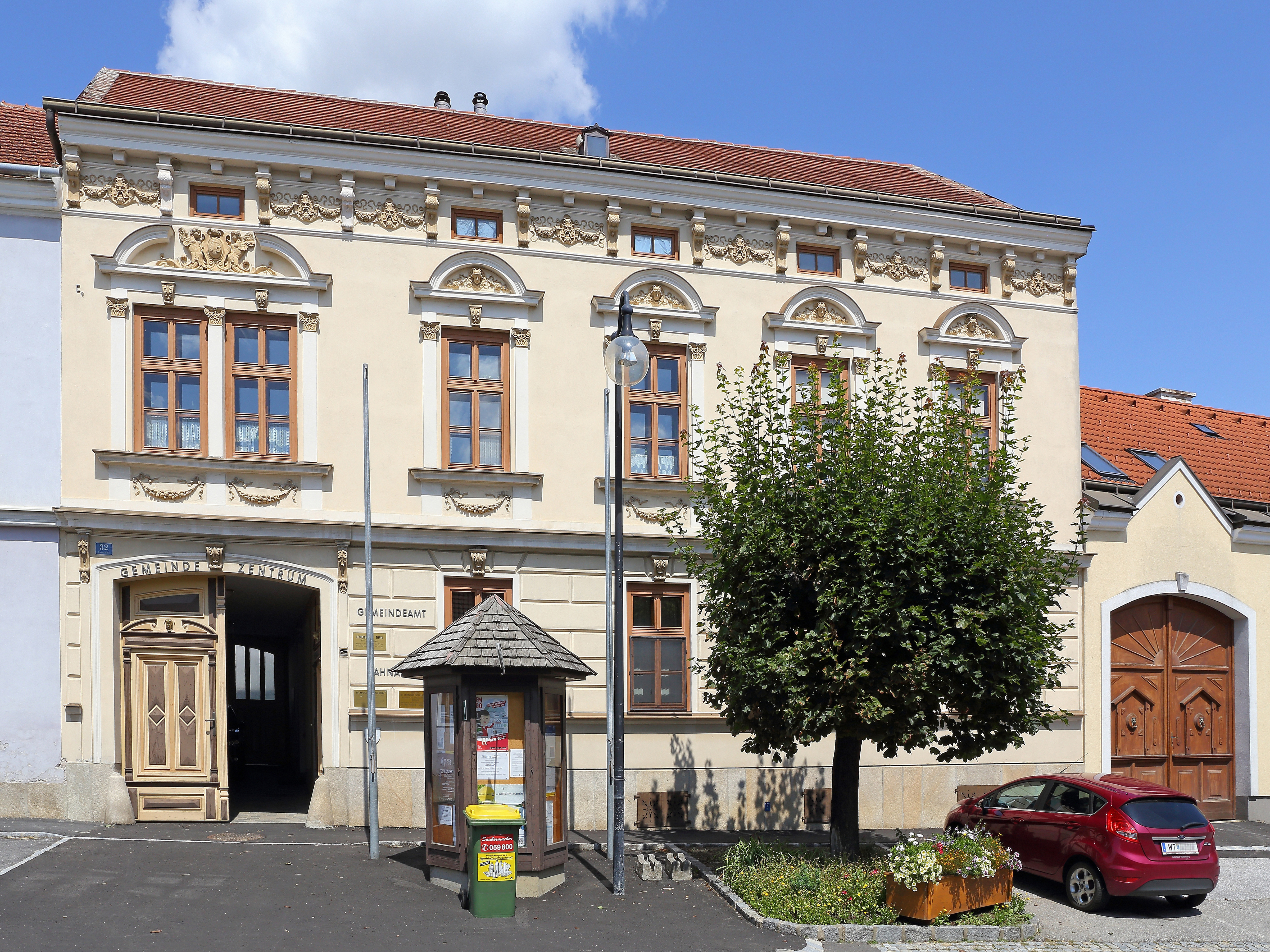
Gemeindeamt

### Gemeinderat
Der Gemeinderat hat 19 Mitglieder.
- Mit den Gemeinderatswahlen in Niederösterreich 1990 hatte der Gemeinderat folgende Verteilung: 16 ÖVP und 3 SPÖ.
- Mit den Gemeinderatswahlen in Niederösterreich 1995 hatte der Gemeinderat folgende Verteilung: 16 ÖVP und 3 SPÖ.[11]
- Mit den Gemeinderatswahlen in Niederösterreich 2000 hatte der Gemeinderat folgende Verteilung: 14 ÖVP, 3 SPÖ und 2 FPÖ.[12]
- Mit den Gemeinderatswahlen in Niederösterreich 2005 hatte der Gemeinderat folgende Verteilung: 10 ÖVP, 5 UB U. F–Unabhängige Bürgerliste und Freiheitliche (FPÖ) und 4 SPÖ.[13]
- Mit den Gemeinderatswahlen in Niederösterreich 2010 hatte der Gemeinderat folgende Verteilung: 13 ÖVP, 4 SPÖ und 2 FPÖ.[13]
- Mit den Gemeinderatswahlen in Niederösterreich 2015 hatte der Gemeinderat folgende Verteilung: 13 ÖVP, 4 SPÖ und 2 FPÖ.[14]
- Mit den Gemeinderatswahlen in Niederösterreich 2020 hatte der Gemeinderat folgende Verteilung: 14 ÖVP, 3 SPÖ und 2 FPÖ.[15]
- Mit den Gemeinderatswahlen in Niederösterreich 2025 hat der Gemeinderat folgende Verteilung: 13 ÖVP, 4 FPÖ und 2 SPÖ.[16]

### Bürgermeister
- von 1850–1861 Carl Riegler – letzter Marktrichter (seit 1846)
- von 1861–1864 Ignaz Fraysl
- von 1864–1870 Eduard Hofer
- von 1870–1873 Franz Bauer
- von 1873–1879 Ignaz Fraysl
- von 1879–1882 Leopold Hauer
- von 1882–1891 Leopold Rihs
- von 1891–1904 Johann Stoifl
- von 1904–1919 Leopold Schiener
- von 1919–1921 Johann Flügl
- von 1921–1929 Leopold Hauer sen.
- von 1929–1930 Eduard Braith
- von 1930–1938 Leopold Hauer
- von 1938–1945 Leopold Hainz sen.
- von 1945–1950 Leopold Hauer
- von 1950–1965 Ernst Litschauer
- von 1965–1975 Friedrich Schadauer
- von 1975–1987 Leopold Hainz
- von 1987–1999 Werner Neuwirth
- von 1999–2008 Johann Kössner (ÖVP)
- seit 2008 Eduard Köck (ÖVP)

### Wappen
Mit Kundmachung der NÖ. Landesregierung vom 15. April 1975 wird der Marktgemeinde Thaya ein Gemeindewappen verliehen. Seine Blasonierung lautet:
„In einem blauen Schild ein mit dem Rot-Weiß-Roten Bindenschild belegter, silberner spitzbedachter Turm mit zwei taubenschlagähnlichen silbernen Seitentürmchen.“
Die Gemeindefarben wurden gleichzeitig mit „Blau-Weiß-Rot“ festgesetzt.

## Persönlichkeiten
- Anton Wappler (1823–1887), katholischer Kirchenhistoriker
- Leopold Schönbauer (1888–1963), Arzt und Politiker
- Franz Žak (1917–2004), Diözesanbischof von St. Pölten 1961–1991
- Willi Sauer (* 1938), Politiker, ehemaliger Präsident des Roten Kreuzes NÖ und Ehrenbürger
- Ernst Hanisch (* 1940), Historiker
- Eduard Köck (* 1965), Politiker, Bundesrat